# Fonuafoʻou
Koordinaten: 20° 19′ S, 175° 25′ W

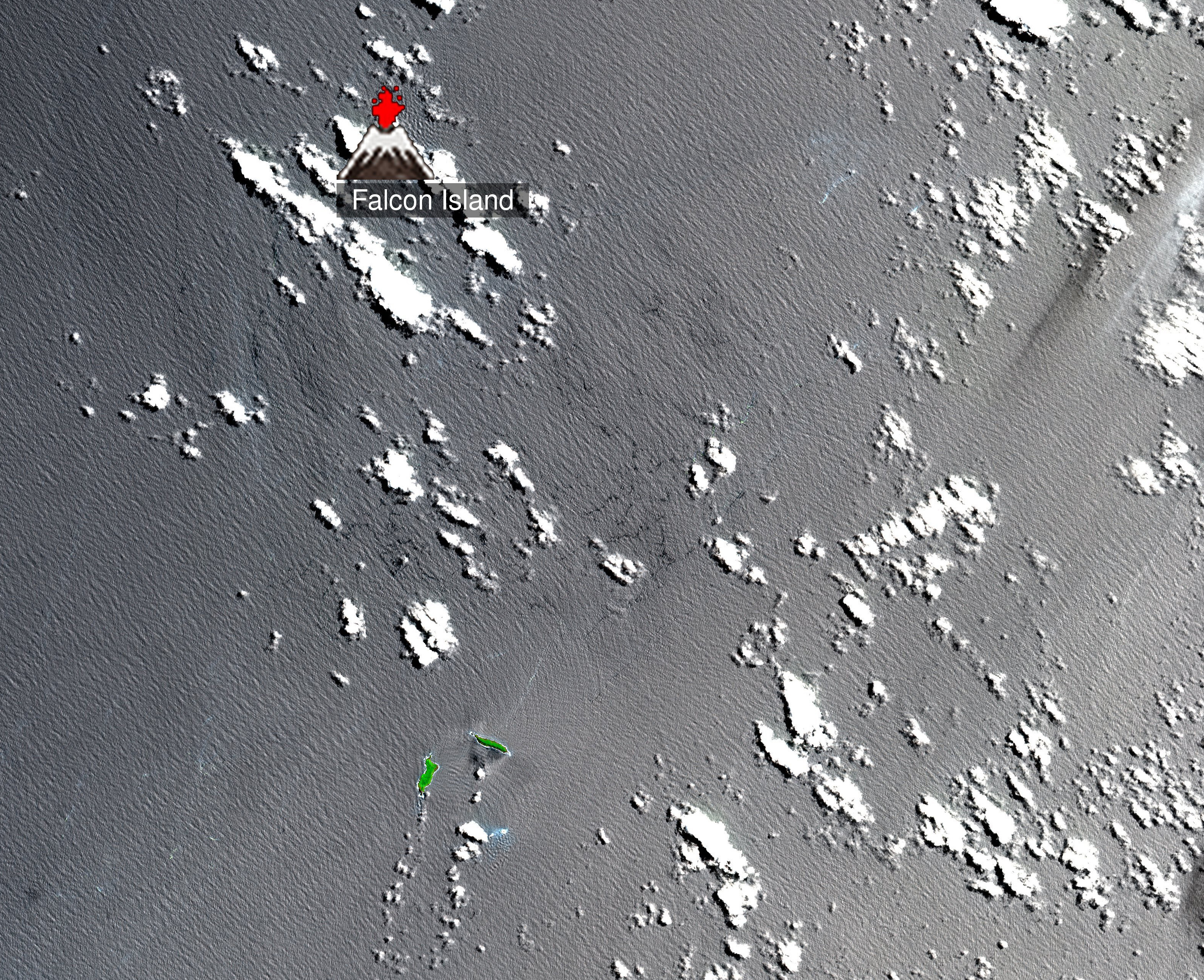
Fonuafoʻou (auf dem Bild Falcon Island) nördlich von Hunga Tonga

Fonuafoʻou oder Fonuafoou, anderer Name Falcon Island, auch bekannt als „Die verschwundene Insel“, ist eine kurzlebige, unbeständige Vulkaninsel in der Haʻapai-Inselgruppe im Südpazifik, die zum Königreich Tonga gehört. Sie liegt 63 km westlich der Insel Nomuka und 24 km nördlich von Hunga Tonga, der nächstgelegenen Insel. Der in Europa gebräuchliche Name „Falcon Island“ geht auf das britische Kriegsschiff H.M.S Falcon der Australia Station zurück, dessen Besatzung 1865 an dieser Stelle eine Untiefe vermaß.

## Geologie
Fonuafoʻou ist der Gipfel eines submarinen Vulkans, der zeitweise über die Meeresoberfläche anwächst und dessen Spitze danach wieder vollständig erodiert, sodass kein Land mehr über dem Meeresspiegel sichtbar ist. Der Chemiker und Geologe Edward Hoffmeister (1899–1991) von der Johns Hopkins University in Baltimore, der Falcon Island im Mai 1928 besuchte, hat festgestellt, dass die Insel hauptsächlich aus basaltischen Gesteinen besteht, die in der Regel sehr fein gekörnt und von Eisenoxiden eingefärbt sind.:465 Der Vulkan Fonuafoʻou sendet bei seinen Ausbrüchen keine Lavaströme aus, sondern eruptiert nur lockeres Material. Daher kann die daraus aufgehäufte Landfläche nach kurzer Zeit von Wind und Wellen abgetragen werden, sodass die Insel innerhalb weniger Jahre wieder unter dem Meeresspiegel verschwindet.

## Ausbrüche
Den ersten Bericht über Fonuafoʻou verdanken wir dem spanischen Kapitän Francisco Antonio Mourelle de la Rúa (* 17. Juli 1750 in Corme; † 24. Mai 1820 in Cádiz). Er befuhr 1781 mit der Fregatte La Princesa den Pazifischen Ozean. Als er im Februar 1781 Tonga anlief, sichtete er in der Haapai-Gruppe eine Erhebung, die er „Las Culebras“ (spanisch: die Schlangen) nannte. Wahrscheinlich handelte es sich um die Insel Fonuafoʻou. 1877 registrierte die in Australien stationierte Sloop H.M.S Sappho eine große, aus dem Ozean aufsteigende Rauchwolke. Bei einer Eruption 1885 stieg ein Vulkankegel bis auf 88 m über den Meeresspiegel und bildete eine etwa 3 km durchmessende Insel. Sie verschwand 1898 wieder unter dem Meeresspiegel, erhob sich 1927 jedoch erneut bis auf eine Höhe von 30 m. Danach wuchs sie ständig an und war 1933 bereits 127 m hoch. 1936 ereigneten sich die bislang letzten sichtbaren Ausbrüche. Nun setzte abermals die Erosion ein, und die Insel verschwand 1949 wieder unter dem Meeresspiegel. Heute befindet sich an dieser Stelle eine Untiefe von 17 m.

## Forschungsexpeditionen

### 1889
1889 gab es eine britische Forschungsexpedition mit H.M.S Egeria zu dem vier Jahre zuvor neu entstandenen Eiland. Wie der Expeditionsbericht beschreibt, bestand die Insel aus einer lockeren, feinkörnigen, dunkelgrauen Vulkanasche, die in Schichten aufgehäuft war, durchsetzt mit vulkanischen Bomben. Zu diesem Zeitpunkt hatten sich zwei Krater gebildet. Es waren keine akuten Eruptionen zu beobachten, aber Schwefeldämpfe lagen in der Luft und die Inseloberfläche war noch nicht vollständig abgekühlt. In 1,8 m Tiefe wurde eine Bodentemperatur von 40 °C gemessen. An einigen Stellen hatten sich bereits einzelne Samenpflanzen festgesetzt. An einem flachen Abschnitt des Küstensaumes wuchsen sogar zwei junge Kokospalmen. Die Expeditionsmitglieder konnten außer einem einzigen Vogel der Gattung Actitis keine Tiere beobachten.

### 1921
Im November 1921 erkundete die Sloop H.M.S. Veronica der New Zealand Division der Royal Navy die Region um die Falconinsel und fand dort eine einzelne, niedrige Erhebung im Durchmesser von ungefähr 14 Metern. Im Südosten des Hügels war der Seeboden im Umkreis von 900 Metern nur 12 Meter tief.

### 1927
Nach einer Serie von leichten Erdbeben konnten die Einwohner von Nukualofa am 4. Oktober 1927 eine ständig sich ausbreitende Rauchwolke sehen. Die britischen Behörden entsandten die  Sloop H.M.S Laburnum von der New Zealand Division der Royal Navy zur Beobachtung, die drei Tage später eintraf und aus der Entfernung heftige Eruptionen, in hohem Bogen ausgeworfene Asche und starken Rauch feststellte. Die Asche hatte bereits einen Hügel von rund 30 Metern Höhe angehäuft. 
Im Mai 1928 betraten Geologen die neu entstandene Insel. Zu diesem Zeitpunkt hatte Falcon Island ungefähr die Form eines an den Ecken abgerundeten Quadrates mit einem Durchmesser von rund drei Kilometern. Die Insel hatte eine Höhe von 55 Metern, angehäuft aus vulkanischer Asche und Schlacke, Tuff, Bims und vulkanischen Bomben von bis zu einem Meter Größe. Im Bereich der Südostküste hatte sich ein Krater gebildet, mit zwei miteinander verbundenen Kraterseen in Form einer Acht. Aus zahlreichen Fumarolen trat schwefelhaltiger Dampf aus. Das heiße, milchiggrüne Wasser der Seen war merklich sauer und schwefelhaltig. Offenkundig waren die Seen unterirdisch mit dem Meer verbunden, denn der Wasserspiegel hob und senkte sich mit den Gezeiten.

## Historische Karten

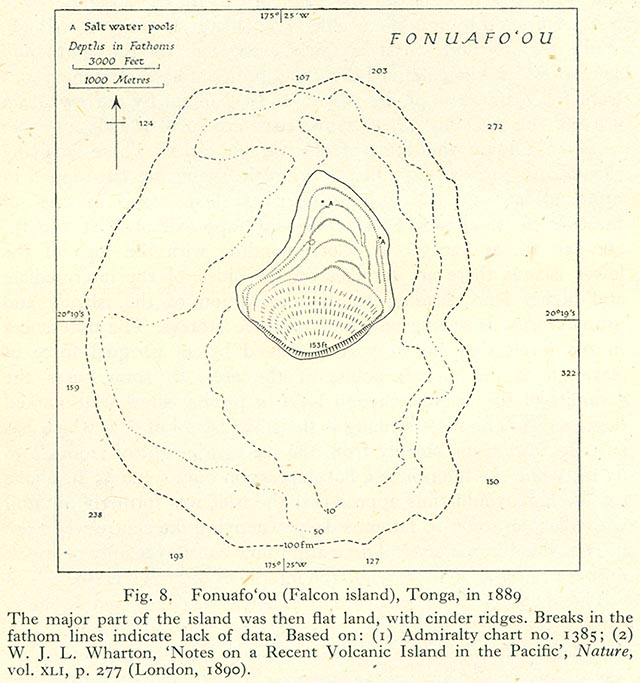
Karte von 1889
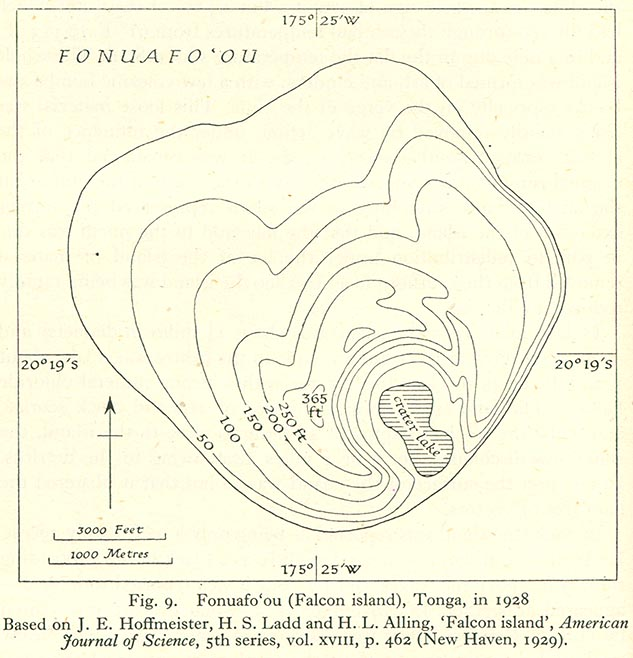
Karte von 1928